# Supremo Tribunal Federal da Suíça
O Supremo Tribunal Federal da Suíça  é o supremo tribunal da Confederação Suíça e está no comando do judiciário suíço.
O Supremo Tribunal Federal tem a sua sede no Tribunal Federal de Lausanne, no cantão de Vaud. As duas seções de segurança social do Supremo Tribunal Federal (antigo Tribunal Federal de Seguros, como unidade organizacional independente do Supremo Tribunal Federal) estão localizadas em Lucerna. A Assembleia Federal elege 38 juízes para o Supremo Tribunal Federal. A atual presidente do Tribunal é Martha Niquille.

## Funções
O Supremo Tribunal Federal é o decisor final em litígios no domínio do direito civil (cidadãos-cidadãos), da esfera pública (cidadãos-Estado), bem como em litígios entre cantões ou entre cantões e a Confederação. As decisões do Supremo Tribunal em matéria de violação dos direitos humanos são suscetíveis de recurso para o Tribunal Europeu dos Direitos Humanos, em Estrasburgo.
Como órgão estatal, o Supremo Tribunal Federal examina a aplicação uniforme do direito federal pelos tribunais dos cantões e federais de primeira instância. Protege os direitos que os cidadãos têm na Constituição Federal. Nos processos, o Supremo Tribunal Federal examina a aplicação da lei, mas não examina os fatos apurados pelos tribunais inferiores, a menos que estes sejam manifestamente arbitrários.
Quando é interposto um recurso, o Supremo Tribunal Federal examina se o direito foi corretamente aplicado na decisão impugnada, assegurando assim a aplicação uniforme do direito federal em todo o país. As suas decisões contribuem para o desenvolvimento do direito e para a sua adaptação a novas circunstâncias. Os outros tribunais e as autoridades administrativas utilizam as decisões do Supremo Tribunal Federal como referência e adoptam os seus princípios. Os processos no Supremo Tribunal Federal decorrem por escrito. Não há audiências em que os queixosos e os arguidos prestam depoimento e os advogados defendem as suas pretensões. O Supremo Tribunal Federal baseia as suas decisões nos fatos tal como foram estabelecidos pelas instâncias inferiores e descritos nos registos dos processos anteriores. Se o Supremo Tribunal Federal concluir que um tribunal inferior decidiu incorretamente, anula a decisão contestada e, se necessário, envia-a de volta à instância anterior para uma nova decisão. Para além do seu trabalho como autoridade judicial máxima, o Supremo Tribunal Federal exerce supervisão administrativa sobre o Tribunal Penal Federal, o Tribunal Administrativo Federal e o Tribunal Federal de Patentes.
De acordo com a Constituição da Suíça, ele tem jurisdição sobre violações de:
- lei federal;
- direito internacional público;
- direito intercantonal;
- direitos constitucionais dos cantões;
- autonomia dos municípios e outras garantias concedidas pelos cantões às pessoas colectivas públicas; e
- disposições federais e cantonais relativas aos direitos políticos.

Devido à ênfase na democracia direta através do referendo, a Constituição impede o Supremo Tribunal Federal de rever os atos do Parlamento Federal, a menos que tal revisão esteja especificamente prevista na lei.
As decisões dos tribunais arbitrais constituídos sob a proteção a legislação suíça, como o Tribunal Arbitral do Desporto, podem ser objeto de recurso para o Supremo Tribunal Federal, embora a revisão judicial esteja limitada a um conjunto muito restrito de questões de direito nesses casos.

## Organização

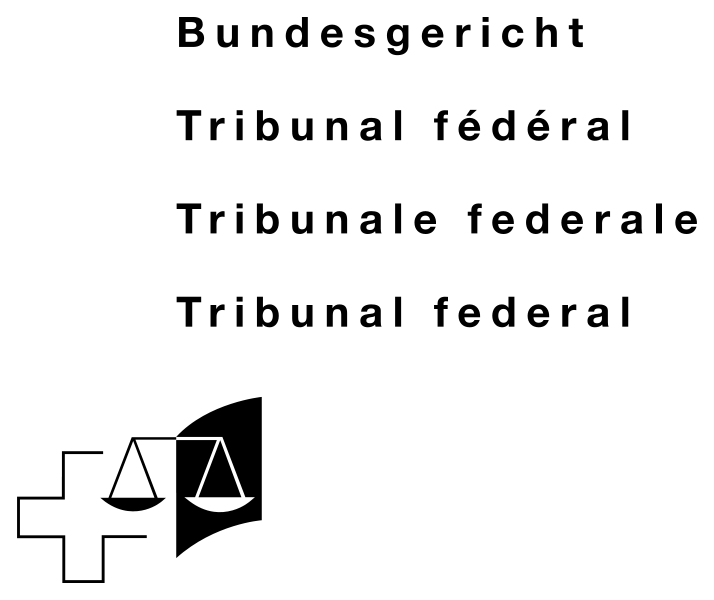
Logotipo do Supremo Tribunal Federal da Suíça.

Os órgãos de controlo são a Assembleia do Tribunal, a Comissão Administrativa e a Conferência dos Presidentes. A Assembleia do Tribunal de Justiça é composta por todos os juízes ordinários e é a principal responsável pela organização interna do Tribunal. Designa as divisões, nomeia os seus presidentes e estabelece as regras processuais do Tribunal. A Comissão Administrativa é responsável pela gestão da administração do Tribunal. É composta pelo Presidente do Supremo Tribunal Federal, pelo Vice-Presidente e por um outro juiz. A Conferência dos Presidentes é composta pelos presidentes das diferentes seções e é responsável pela coordenação das decisões judiciais entre as secões. O Presidente do Supremo Tribunal Federal actua a título consultivo. O Secretário-Geral participa, a título consultivo, nas reuniões da Assembleia do Tribunal, da Comissão Administrativa e da Conferência dos Presidentes. A primeira mulher a ser eleita para o Supremo Tribunal Federal foi Margrith Bigler-Eggenberger, em 1972, um ano depois de as mulheres terem sido autorizadas a participar nas eleições a nível federal.

### Juízes federais
Um total de 38 juízes sentam-se no banco do Supremo Tribunal Federal. Atualmente 14 mulheres e 24 homens servem como juízes federais. Dos juízes federais que atualmente servem no banco, três têm italiano, 12 francês e 23 alemão como língua nativa. Os juízes são proibidos de se envolver em qualquer ocupação remunerada fora de seu trabalho como juízes federais. Os juízes federais têm o estatuto de funcionários do governo.
Os juízes federais são propostos pelo Comitê Judicial e eleitos pela Assembleia Federal Unida (Conselho Nacional e Conselho dos Estados) para um mandato de seis anos. Podem ser reeleitos um número ilimitado de vezes. Existe, no entanto, um limite máximo de idade de 68 anos. Qualquer pessoa que tenha o direito de votar no nível federal pode ser eleita uma justiça federal; a lei não prescreve qualquer treinamento jurídico. Na prática, no entanto, apenas juristas comprovados do judiciário, exercendo profissão jurídica, acadêmica ou do setor público são eleitos.

### Vice-juízes federais
O Supremo Tribunal Federal tem 19 vice-juízes, que também são eleitos pela Assembleia Federal. Dos vice-juízes atualmente atuantes os quais tem como l[ingua nativa: três de língua italiana, cinco de língua francesa e 11 de língua alemã. Nove dos vice-ministros são mulheres. Os vice-juízes federais servem a tempo parcial, caso contrário, eles são professores, advogados ou juízes nos cantões. Como regra geral, eles servem como substitutos para juízes que não puderam julgar ou adoeceram, ou quando a lista do Tribunal se tornou excessivamente cheia. Nos processos em que se encontram têm os mesmos direitos e obrigações que os juízes federais ordinários.

### Escriturários
Os escriturários do tribunal são os judiciais dos juízes. Anteriormente, sua principal tarefa era redigir as decisões escritas após as decisões terem sido proferidas em tribunal. Devido à crescente carga de casos do Tribunal, os funcionários do tribunal agora também são encarregados de elaborar o projeto de decisão em muitos casos. Eles também estão envolvidos em uma capacidade consultiva nas fases preparatórias dos procedimentos e durante as deliberações. Eles elaboram o texto final das decisões com base nas observações feitas pelos membros da divisão. Atualmente, 132 funcionários do tribunal servem no Supremo Tribunal Federal, aproximadamente um terço dos quais são mulheres.

## Divisões
Os 38 juízes federais são eleitos pela Assembleia Federal Unida. O Supremo Tribunal Federal é composto por sete divisões, com cinco ou seis juízes cada. As tarefas das divisões diferem de acordo com os domínios jurídicos que abrangem (direito público, direito privado, direito penal).
Primeira Seção de Direito Público: 
Garantia de propriedade, ordenamento do território nacional e regional e direito da construção, proteção ambiental, direitos políticos, cooperação judiciária internacional em matéria penal, tráfego rodoviário (incluindo a revogação da carta de condução), cidadania, garantias de devido processo. Em processo penal: recursos contra decisões interlocutórias.
Presidente da Seção: Lorenz Kneubühler,
Juízes: Monique Jametti, Stephan Haag, Thomas Müller, Laurent Merz, François Chaix
Segunda Seção de Direito Público: 
Direitos dos estrangeiros, impostos e deveres, direito comercial público (p. ex., responsabilidade estatal, subsídios, rádio e televisão), direitos fundamentais como a liberdade de religião e de consciência, a liberdade linguística e a liberdade económica.
Presidente da Seção: Florence Aubry Girardin
Juízes: Yves Donzallaz, Stephan Hartmann, Marianne Ryter, Julia Hänni, Michael Beusch
Primeira Seção de Direito Civil: 
Código das Obrigações (lei das obrigações), contratos de seguros, direitos de propriedade intelectual, direito da concorrência e arbitragem internacional.
Presidente da Divisão : Fabienne Hohl
Juízes : Martha Niquille, Christina Kiss, Yves Rüedi, Marie-Chantal May Canellas
Segunda Divisão de Direito Civil: 
Código Civil (direito das pessoas, direito da família, direito das sucessões e direito de propriedade), processos de cobrança de dívidas e falências.
Presidente da divisão: Christian Herrmann
Juízes: Elisabeth Escher, Luca Marazzi, Nicolas von Werdt, Felix Schöbi, Grégory Bovey
Divisão de Direito Criminal: 
Matérias de tipo penal decorrentes do direito penal material (incluindo a execução de penas e medidas) e do Código de Processo Penal (exceto recursos de decisões interlocutórias em processo penal). Presidente da Seção: Christian DenysJuízes : Laura Jacquemoud-Rossari, Giuseppe Muschietti, Beatrice van de Graaf, Sonja Koch
Primeira Seção de Direito Social do Tribunal:
Seguro de invalidez, seguro de acidentes, seguro de desemprego, seguro social cantonal, abonos de família, assistência social, seguro militar e direito da função pública.
Presidente da Seção : Martin Wirthlin, Juízes: Alexia Heine, Daniela Viscione, Bernard Abrecht, Marcel Maillard
Segunda Seção de Direito Social:
Seguro de velhice e de sobrevivência, seguro de invalidez, prestações por perda de rendimentos, prestações complementares, seguro de doença e pensões profissionais.
Presidente da Seção: Francesco Parrino
Juízes: Thomas Stadelmann, Lucrezia Glanzmann, Margit Moser-Szeless